# ربيعة بلحاج أحمد
ربيعة بلحاج أحمد هي لاعبة بارالمبية تونسية وُلدت في 15 ديسمبر 1995، وشاركت في سباقات الوثب الطويل حيث تنافس عادةً في الفئتين تي 20 وإف 20 في رياضة ألعاب القوى، وهي صاحبة الرقم القياسي العالمي في سباق 400 متر حواجز منذ عام 2003.

## المشاركات والميداليات
شاركت ربيعة بلحاج أحمد في عام 2009 في دورة الألعاب العالمية التي أقيمت في ليبيريتش في التشيك، وحصلت فيها على ميداليتين ذهبيتين في منافسات الوثب الطويل للسيدات في الفئة إف 20، وفي سباق 400 متر حواجز، كما شاركت في دورة الألعاب البارالمبية الصيفية لعام 2012 والتي أقيمت في مدينة لندن في المملكة المتحدة.